# Eisenbahntechnische Rundschau
Die Eisenbahntechnische Rundschau (kurz ETR) ist eine seit 1952 erscheinende deutsche Eisenbahn-Fachzeitschrift für Informationen rund um Technik, Betrieb, Wissenschaft und Forschung im spurgeführten Verkehr. Das Magazin erscheint heute in einer tatsächlich verbreiteten Auflage von 3139. Jährlich erscheinen zehn Ausgaben, bei je einer gemeinsamen Ausgabe im Januar/Februar und Juli/August. Viermal jährlich erscheinen die Sonderseiten ETR Austria bei und zweimal jährlich die ETR Swiss. Des Weiteren werden bis zu viermal jährlich internationale Ausgaben der ETR in der jeweiligen Landessprache sowie in Englisch herausgebracht.
Die Fachartikel enthalten eine Zusammenfassung auf Englisch. Frühere Bände enthielten auch Zusammenfassungen auf Französisch und Spanisch.

## Geschichte
Die Zeitschrift wurde ursprünglich 1920 unter dem Titel Eisenbahntechnische Rundschau in Hannover gegründet und erschien bei Basse und Geissel. Ab Ausgabe 3/1934 erschien sie als Eisenbahntechnische und kraftfahrbahntechnische Rundschau bis zur Ausgabe 3/4/1937. Ab 1/1952 erschien die Eisenbahntechnische Rundschau nach 15-jähriger Unterbrechung wieder, nunmehr in Köln bei Röhrig.